# Heteroporus sublacunosus
Heteroporus sublacunosus är en svampart som beskrevs av Corner 1987. Heteroporus sublacunosus ingår i släktet Heteroporus och familjen Meruliaceae.   Inga underarter finns listade i Catalogue of Life.